# Estación Las Pipinas
Las Pipinas es una estación ferroviaria de la localidad homónima, en el Partido de Punta Indio,  Provincia de Buenos Aires, Argentina

## Servicios
La estación correspondía al Ferrocarril General Roca de la red ferroviaria argentina. Fue clausurada por la dictadura militar en 1980.

## Galería

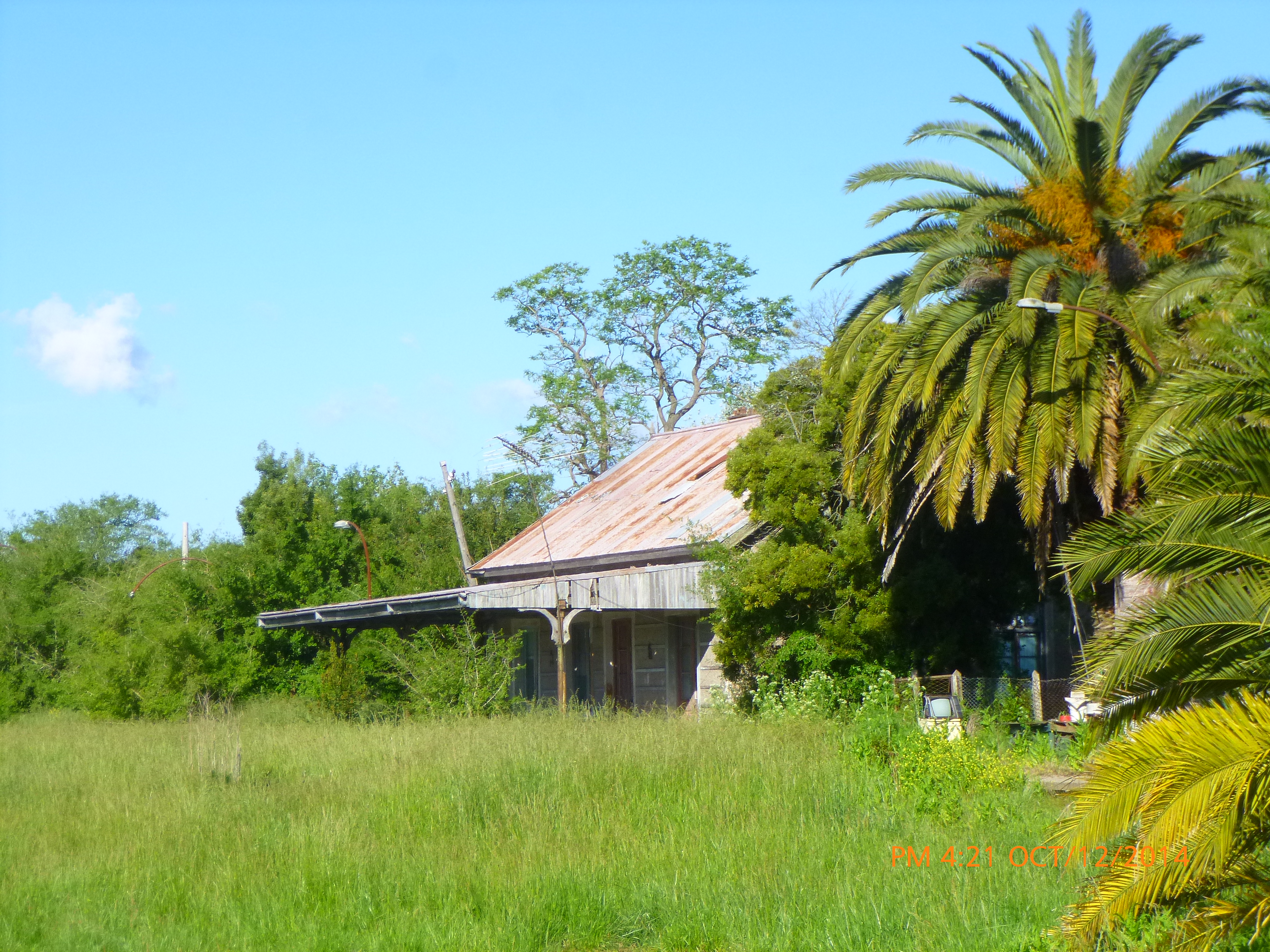
Estación Las Pipinas
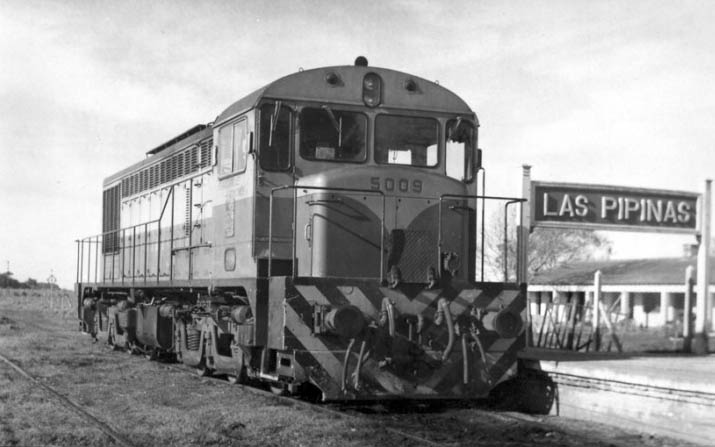
Locomotora GAIA en la estación, año 1978